# Samsung Galaxy Note 4
Samsung Galaxy Note 4 es un tabletófono de Android fabricado y diseñado por Samsung, fue presentado el 3 de septiembre de 2014 en la IFA y fue lanzado a nivel mundial el 17 de octubre de 2014, es el sucesor de Samsung Galaxy Note 3. Este dispositivo todavía conserva la mayor parte de la sobrecarga de funciones de su predecesor Galaxy Note 3.

## Características y especificaciones
Samsung Galaxy Note 4 ofrece una resolución 2560×1440 (Quad HD) con Super AMOLED y una pantalla de 5.7 pulgadas con 518 ppi, la pantalla usa cristal Corning Gorilla Glass 4.
Samsung Galaxy Note 4 ofrece 2 versiones: Qualcomm Snapdragon 805 y Samsung Exynos 7 (como SoC), la versión Qualcomm usa un procesador Snapdragon 805 Quad-core 3.3 GHz Krait 450, mientras que la versión Exynos usa un procesador Quad-core 1.9 GHz Cortex-A57 y Quad-core 1.3 GHz Cortex-A53. Samsung Galaxy Note 4 ofrece un diferente procesador gráfico según el SoC: Adreno 420 para la versión Qualcomm y Mali-T760 MP6 para Exynos.
Samsung Galaxy Note 4 incluye Android 4.4.4 KitKat, actualizable a Android 6.0.1 Marshmallow, usa la interfaz gráfica TouchWiz de Samsung con iconos diferentes a su predecesor, la interfaz gráfica de Android 6.0.1 Marshmallow es muy parecida a Samsung Galaxy S7.
Samsung Galaxy Note 4 incluye una cámara de 16MP (trasera) y 3.7MP (frontal) con un foco de f2.2 (trasera) y f1.9 (frontal), la cámara de 16MP permite grabar videos en 4K en la cámara trasera y QHD (3.7MP) para la cámara frontal.
Samsung Galaxy Note 4 tiene una batería de 3220 mAh y soporta Quick Charge para una carga más rápida.

### Transmisor de infrarrojo
Al igual que su predecesor Samsung Galaxy Note 3, este dispositivo tiene un transmisor de luz infrarroja que permite usar el terminal como control remoto universal usando la aplicación Smart Remote (Peel Smart Remote para versiones actualizadas).
Samsung Galaxy Note 4 es el último dispositivo de la serie Note en tener este componente.

### Funciones Smart
Samsung Galaxy Note 4 tiene características Smart como sus predecesores.
- Smart Stay
- Smart Pause
- Smart Rotation
- Smart Scroll

### Multiventana
Samsung Galaxy Note 4 conserva la multiventana desde Note II, la multiventana permite dividir la pantalla en dos y usar varias aplicaciones simultáneamente además de colocar ventanas emergentes en la pantalla.

### Huellas dactilares
Samsung Galaxy Note 4 incluye un lector de huellas dactilares, sin embargo, al igual que Samsung Galaxy S5, el Note 4 requiere deslizar el dedo sobre el botón de inicio, lo cual tenía sus fallas y ha sido criticado por muchos usuarios, hasta que su sucesor Galaxy Note 5 implementó un botón más grande para que el lector solo requiera tocar y no deslizar.

### Sensores
Samsung Galaxy Note 4 tiene varios sensores como sus predecesores, el terminal también incluye nuevos sensores:
- Sensor de frecuencia cardiaca[4]
- Acelerómetro
- Barómetro
- Brújula
- Giroscopio
- Sensor de luz ambiente
- Magnetómetro
- Sensor de proximidad
- Gestos en el aire

### Falta de funciones
A diferencia de su predecesor, Samsung Galaxy Note 3, este dispositivo usa USB 2.0 en lugar de 3.0 para dar lugar a Quick Charge, la tecnología de carga rápida de Samsung Galaxy Note 4. El terminal no incluye resistencia al agua como el Samsung Galaxy S5.

## Ventas
Samsung Galaxy Note 4 ha sido lanzado en octubre de 2014. El dispositivo llegó primero a Corea del Sur y China. El primer mes se vendió 4.5 millones de unidades, lo cual es menos que su predecesor Samsung Galaxy Note 3, que vendió 5 millones el primer mes. A principios de Noviembre se vendió en el resto de mercados de todo el mundo superando a su predecesor en ventas iniciales y totales especialmente en EE.UU y Europa destacando de ellos España.